# Zzyzx
Zzyzx [ˈzaɪzɪks] ist ein gemeindefreies Gebiet im San Bernardino County, Kalifornien und der Sitz des Wüstenforschungszentrums der California State University. Angeschlossen ist ein hydrologisches Institut mit dem Namen Zzyzx Spring. Die Namen wurden 1984 durch das United States Board on Geographic Names bestätigt und stellen unter allen bestätigten Ortsnamen Amerikas den letzten im Alphabet dar.

## Geschichte
Erfunden wurde der Name Zzyzx von dem Hochstapler Curtis Howe Springer, der sich als Arzt und Methodistenpastor ausgab. Im Jahre 1944 erwarb er gemeinsam mit seiner Verlobten Schürfrechte für das inmitten der Mojave-Wüste gelegene Areal. Obwohl sich das Land nach wie vor in Bundesbesitz befand, errichtete er bis in die späten 1960er Jahre einen Komplex aus Heilbad, Hotel, Kirche, Radiostation und Flugplatz. Die Mittel hierfür stammten überwiegend aus Spenden seiner Anhängerschaft, die auf seine quacksalberischen Heilmethoden vertraute. Die illegale Nutzung des Geländes wurde schließlich 1974 unterbunden. Gemeinsam mit einer Verurteilung wegen Betruges bedeutete dies das Ende von Springers Erfolgsgeschichte.
Der Besitz steht aktuell unter der Verwaltung des National Park Service und wird von der California State University seit 1976 als Institut zur Erforschung der Wüstenökologie genutzt. Es stellt die Verbindung zwischen dem Mojave National Preserve und dem Death-Valley-Nationalpark dar.

## Trivia
Das Wort Zzyzx wurde von einer Reihe von Personen und Firmen als Markenname genutzt. Die US-amerikanische Metal-Band Stone Sour brachte 2007 eine Ballade mit dem Titel Zzyzx Rd. auf den Markt, des Weiteren existiert ein Album der norwegischen Band Zeromancer mit dem Namen Zzyzx. Die deutsche Fahrradmarke Corratec nutzt das Wort Zzyzx als Name für Fahrradkomponenten wie Sattelstützen, Lenker etc. 2006 entstand mit Zyzzyx Road einer der erfolglosesten Filme an den Kinokassen aller Zeiten.